# Heilgeiststraße 31 (Stralsund)

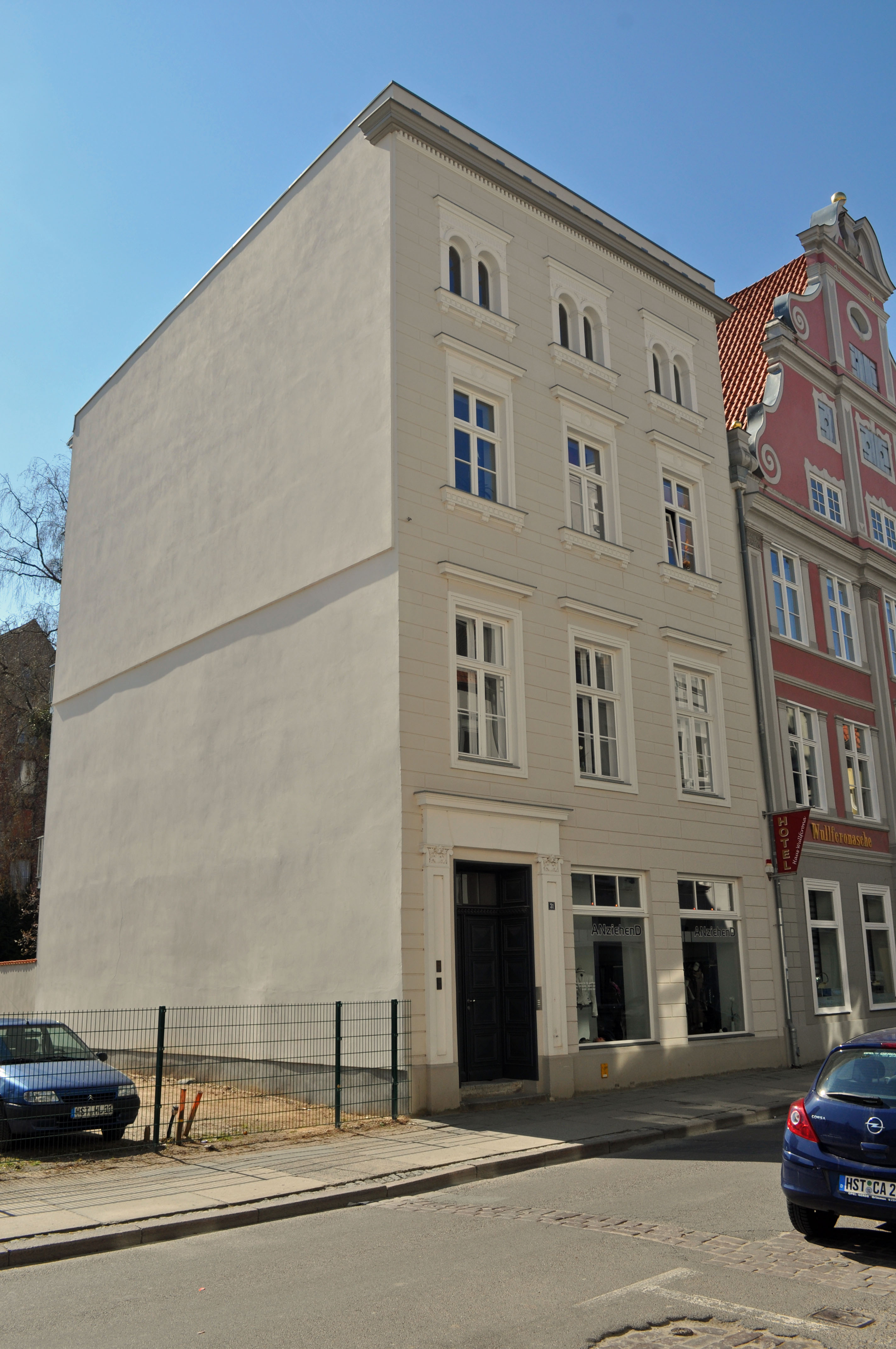
Das Haus Heilgeiststraße 31 in Stralsund (2012)

Das Gebäude mit der postalischen Adresse Heilgeiststraße 31 ist ein denkmalgeschütztes Bauwerk in der Heilgeiststraße in Stralsund.
Der viergeschossige und dreiachsige Putzbau wurde im dritten Viertel des 19. Jahrhunderts errichtet.
Die Fassade des traufständigen Hauses zeigt eine durchgehende Putznutung. Das in der linken, östlichen Achse befindliche Portal ist mit Pilastern gerahmt. Die Fenster in den Obergeschossen sowie das Portal sich verdacht gestaltet. Die kleineren Fenster im dritten Obergeschoss sind paarweise unter Rundbogen zusammengefasst.
Das Haus liegt im Kerngebiet des von der UNESCO als Weltkulturerbe anerkannten Stadtgebietes des Kulturgutes „Historische Altstädte Stralsund und Wismar“. In die Liste der Baudenkmale in Stralsund ist es mit der Nummer 328 eingetragen.